# Jan Jemelka mladší
Jan Jemelka mladší (* 3. května 1953, Praha, Československo) je český malíř a vitrážista. 

## Život
Jan Jemelka se narodil v Praze, jeho otcem byl Jan Jemelka starší. Po absolvování základního a středního vzdělání odešel studovat do Brna, kde v letech 1968-1972 navštěvoval Střední uměleckoprůmyslovou školu, kde se mimo jiného školil u prof. Jiřího Coufala. Následně pokračoval v letech 1972-1978 ve školení na pražské malířské akademii u prof. Jana Smetany. 
V současnosti se specializuje na abstraktní olejomalbu, často na nezvyklé podkladové materiály (sololit, karton), a také na tvorbu vitráží, zejména do sakrálních prostor.
Jednou z jeho realizací je dvojice vitráží (1987) v kostele sv. Martina v Krnově.
Jeho ateliér se nachází v Olomouci-Hodolanech.